# Колибри (род)
Колибри (лат. Colibri) — род птиц из семейства колибри (Trochilidae). Насчитывают пять видов, распространённых преимущественно в Южной и Центральной Америке; крошечный колибри (Colibri thalassinus) встречается также на территории Северной Америки вплоть до Канады.

## Виды
Международный союз орнитологов относит к роду пять видов:
- Colibri cyanotus (Bourcier, 1843) — Зелоногрудый фиалкоух, Южная Америка, Центральная Америка
- Colibri coruscans (Gould, 1846) — сверкающий колибри, Южная Америка[3];
- Colibri delphinae (Lesson, 1839) — бурый колибри, Центральная и Южная Америка[4];
- Colibri thalassinus (Swainson, 1827) — крошечный колибри, Северная, Центральная и Южная Америка[1];
- Colibri serrirostris (Vieillot, 1816) — аметистовоухий колибри, Южная Америка к востоку от Анд[5].